# Regija Diana
Regija Diana je jedna od 23 dvije regije Madagaskara, s glavnim gradom - Antsiranana. 

## Geografske i klimatske karakteristike
Regija Diana nalazi se na sjeveru Madagaskara, s istoka graniči s Regijom Sava a s juga s Regijom Sofia. Broj stanovnika procjenjen je 2004. na 485 800, a ukupna površina na 19 266 km².
Pokrajina Diana podjeljena je na sedam okruga: 
- Antsiranana I (grad Antsiranana),
- Antsiranana II (ruralna okolica Antsiranane),
- Ambilobe,
- Ambanja,
- Nosi Be (otok Nosi Be)

## Vanjske poveznice
- Službene stranice Pokrajine Diana  Arhivirana inačica izvorne stranice od 28. ožujka 2010. (Wayback Machine) (fr.)